# Mistrzostwa Świata w Łucznictwie Polowym 2008
21. Mistrzostwa Świata w Łucznictwie Polowym odbyły się w dniach 1–6 września 2008 w Walii. Kwalifikacje rozegrano w wiosce Llwynypia, a finał w St Fagans National Museum of History w Cardiff. Zawodniczki i zawodnicy startowali w konkurencji łuków klasycznych, gołych oraz bloczkowych.
Polacy nie startowali.

## Medaliści

### Kobiety
| Konkurencja:     | Złoto:                                                    | Srebro:                                                          | Brąz:                                                  |
| łuk klasyczny    | Jessica Tomasi                                            | Elin Kattstrom                                                   | Lisa Unruh                                             |
| łuk goły         | Becky Nelson-Harris                                       | Annika Åhlund                                                    | Manja Conrad                                           |
| łuk bloczkowy    | Jamie Van Natta                                           | Ulrika Sjöwall                                                   | Anne Laurila                                           |
| zawody drużynowe | Szwecja · Elin Kattstrom · Ulrika Sjöwall · Annika Åhlund | Włochy · Anastasia Anastasio · Eleonora Strobbe · Jessica Tomasi | Niemcy · Lisa Unruh · Silke Hoettecke · Monika Jentges |

### Mężczyźni
| Konkurencja:     | Złoto:                                                              | Srebro:                                                     | Brąz:                                                   |
| łuk klasyczny    | Sebastian Rohrberg                                                  | Andreas Heuwing                                             | Yuki Sakaeyama                                          |
| łuk goły         | Sergio Massimo Cassiani                                             | Ladislav Voboril                                            | Mathias Larsson                                         |
| łuk bloczkowy    | Rod Menzer                                                          | Stephane Dardenne                                           | Dave Cousins                                            |
| zawody drużynowe | Włochy · Michele Frangilli · Alessandro Lodetti · Giuseppe Seimandi | Szwecja · Göran Bjerendal · Mathias Larsson · Morgan Lundin | Niemcy · Sebastian Rohrberg · Josef Meyer · Jens Asbach |

### Juniorki
| Konkurencja:  | Złoto:   | Srebro:   | Brąz:          |
| łuk klasyczny | Ana Umer | Hui Jiang | Stefania Rolle |

### Juniorzy
| Konkurencja:  | Złoto:               | Srebro:                | Brąz:             |
| łuk klasyczny | Massimilliano Mandia | Youjia Yuan            | Christopher Wells |
| łuk bloczkowy | Alex Bridgman        | Thor Finderup Sorensen | Florian Oswald    |

## Klasyfikacja medalowa
| Lp. | Państwo           | Złoto | Srebro | Brąz | Razem |
| 1.  | Włochy            | 4     | 1      | 1    | 6     |
| 2.  | Stany Zjednoczone | 3     | 0      | 1    | 4     |
| 3.  | Szwecja           | 1     | 4      | 1    | 6     |
| 4.  | Niemcy            | 1     | 2      | 5    | 8     |
| 5.  | Wielka Brytania   | 1     | 0      | 1    | 2     |
| 6.  | Słowenia          | 1     | 0      | 0    | 1     |
| 7.  | Chiny             | 0     | 2      | 0    | 2     |
| 8.  | Dania             | 0     | 1      | 0    | 1     |
| 8.  | Francja           | 0     | 1      | 0    | 1     |
| 10. | Finlandia         | 0     | 0      | 1    | 1     |
| 10. | Japonia           | 0     | 0      | 1    | 1     |